# Asota intacta
Asota intacta là một loài bướm đêm trong họ Erebidae.